# Ratomka (stacja kolejowa)
Ratomka (biał. Ратамка, ros. Ратомка) – stacja kolejowa w miejscowości Ratomka, w rejonie mińskim, w obwodzie mińskim, na Białorusi.

## Historia
Stacja Ratomka została otwarta w XIX w. na drodze żelaznej libawsko-romeńskiej, pomiędzy przystankiem Zasław i stacją Mińsk.